# Вилијамсон (Западна Вирџинија)
Вилијамсон (енгл. Williamson) град је у америчкој савезној држави Западна Вирџинија.

## Демографија
По попису из 2010. године број становника је 3.191, што је 223 (-6,5%) становника мање него 2000. године.
| Група             | 2000.         | 2010.         |
| Белци             | 2.840 (83,2%) | 2.762 (86,6%) |
| Афроамериканци    | 466 (13,6%)   | 299 (9,4%)    |
| Азијати           | 34 (1,0%)     | 26 (0,8%)     |
| Хиспаноамериканци | 31 (0,9%)     | 24 (0,8%)     |
| Укупно            | 3.414         | 3.191         |